# برنامج دعوة بناء المساكن
هو برنامج توثيق الأبنية المستدامة عالميًا، وضع عام 2006 على يد معهد العيش المستقبلي العالمي غير الربحي. يصف المعهد هذا البرنامج بأنه فلسفة على جميع الأصعدة والمقاييس، من المباني -المحدثة جديدًا أو التي رممت حديثًا- إلى البنية التحتية والمناظر الطبيعية والأحياء والمجتمعات. يختلف البرنامج عن خطط الإقرار الخضراء الأخرى، كـ«الريادة في مجال الطاقة والتصميم البيئي (ليد)» أو «طريقة التقييم البيئي لمؤسسة أبحاث البناء (معيار بريم)».

## القصد والغاية من البرنامج
الهدف الرئيس للبرنامج هو التشجيع على إنشاء بيئة متجددة. يحاول البرنامج رفع سقف معايير الأبنية، بدءًا بتخفيف الضرر البيئي ووصولًا إلى الإسهام في تحسين البيئة. يعمل البرنامج «بشكل متسارع على إزالة الفجوة بين الحدود والعقبات الحالية، والحلول الإيجابية طويلة المدى، والتي نحاول الوصول إليها» عن طريق دفع المهندسين المعماريين والمقاولين وملاك العقارات إلى ابتكار المزيد، ولو تطلب ذلك منهم المزيد من الجهد، والخروج من منطقة الراحة خاصتهم.

### استعارة الزهرة
يستخدم موظفي برنامج الدعوة لبناء المساكن رمز الزهرة ضمن إطار عملهم. وفقًا لمكلينان، فالزهور هي أدق تمثيل للبناء المتجدد، والذي يتلقى كل طاقته من الشمس، وأغذيته من التربة، والماء من السماء. وتمامًا كالزهرة، يؤمن البناء المتجدد مأوى للكائنات، ويدعم النظام البيئي المحيط. للزهرة والبناء المتجدد أيضًا أثر تجميلي وإلهامي، إذ يتكيفان مع محيطهما. أما بتلات الزهرة، فتمثل كل واحدة منها مجال عمل ضمن إطار العمل الكلي. وهذه البتلات هي كالتالي: المواد، المكان، الماء، الطاقة، الصحة والسعادة، الإنصاف، الجمال.

### مجالات العمل
يتألف البرنامج من 7 مجالات للعمل: وهي الموقع، والماء، والطاقة، والصحة والسعادة (مجال واحد)، والمواد، والعدالة، والجمال. لكل مجال من تلك المجالات غرضه الخاص، وكل واحد مقسم إلى 20 أولوية أو قاعدة، تركز كل واحدة منها على دائرة مواضيع معينة.

### المكان
أوجدت بتلة المكان بهدف جعل المصممين يحللون موقع البناء، والأثر الذي ستحدثه عملية البناء على البيئة والمجتمع المجاورين قبل الشروع بالعملية وخلالها. يركز هذا المجال على إنشاء مجتمع متصل يميل نحو الاعتماد على المشي بدلًا من وسائل النقل، وحماية واستعادة الطبيعة، والترويج لمستوى صحي من الكثافة السكانية.

### الماء
يتمحور هذا المجال بشكل مباشر حول مشكلة نقص الماء. فعلى البناء الحاصل على شهادة موثقة أن يكون مصممًا لاستخدام كمية محددة من الماء، بالإمكان جلبها من الموقع نفسه، وتنقيتها بدون اللجوء إلى استخدام المواد الكيميائية. غالبًا ما تعمل المشاريع والبرامج الراغبة بتحقيق هذا الهدف على استخدام صهاريج تحوي مياه الأمطار المجمعة في أحواض، والمياه الرمادية أو أنظمة الحلقة المقفلة، والمراحيض التي تتحول إلى سماد، والتقنيات الأخرى التي تقلل من استخدام الماء وتعيد تدويره.

### الطاقة
تهتم هذه البتلة بتخفيض استهلاك الطاقة وفعاليتها، وذلك بجعل البناء ينتج 105% من حاجته من الطاقة مباشرة وخلال عام. يهدف هذا المجال أيضًا إلى تحويل شبكة البناء المتصلة به إلى طاقة قابلة للتجديد.

### الصحة والسعادة
يهدف هذا المجال إلى تحسين المصادر التي تسبب مشاكل صحية، كنوعية الهواء داخل البيوت، والراحة الحرارية والبصرية، ودمج الطبيعة بهدف تحسين نوعية الصحة والإنتاجية عند البشر. تستخدم المشاريع عادة تصاميم بيوفيلية، وتلجأ إلى الإضاءة الطبيعية والنوافذ العملية (تمنع تسرب الهواء)، بالإضافة إلى تقنيات أخرى لتحقيق أهداف هذا المجال.

### المواد
الغرض من هذه البتلة هو التركيز على إقصاء وعدم استخدام مواد البناء التي تضر بالبيئة والصحة وتملك أثرًا اجتماعيًا. من هذه الآثار: التلوث واستنزاف الموارد، وفقدان الموائل، وإزالة الغابات، واستخدام المواد الكيميائية السامة، بالإضافة إلى استهلاك الطاقة بشكل هائل. الهدف من هذا المجال هو دفع وتشجيع الصناعة كي تصبح أكثر شفافية، وإحداث تغيير في ممارسات الاستخراج والإنتاج. يحدث ذلك عندما تقوم المشاريع بتجنب جميع المواد الموجودة ضمن القائمة الحمراء (تحتوي القائمة على مواد كيميائية صنفت على أنها مضرة بالكائنات الحية والبيئة)، ووضع تقارير بجميع المواد المستخدمة والشركات التي قامت بتصنيعها ومعلومات الاستخراج. بالإضافة إلى ذلك، تحقق المشاريع هدفها من هذا المجال عن طريق إنشاء خطة إدارة حفظ المواد، وذلك باستخدام المواد المستعادة وتعقب موقع مصادر تلك المواد، واستخدام منتجات مصرح بها.

### العدالة
تهدف هذه البتلة إلى تغيير عقلية المجتمع تجاه فكرة معينة، وهي أن ملكية العقار تسمح للمالك بتبرير الآثار البيئية السلبية، وإلقاء المسؤولية على الآخرين. يمكن تحقيق هذا الهدف عن طريق إنشاء مساحات يستطيع الوصول إليها جميع الناس، من جميع المؤهلات والإعاقات والأعمار والمستويات الاقتصادية. على المشروع، في المقابل، ألا يعيق وصول الأبنية الأخرى لضوء الشمس والهواء والماء النقيين.

### الجمال
أخيرًا، تهدف بتلة الجمال إلى تشجيع فريق المشروع على بذل جهود صادقة وعميقة لتجميل المشروع. إن هذا التجميل غير محدد بشكل شخصي ضمن إطار العمل، لكن من الضروري أن يكون جمال المشروع هدفًا من أجل إلهام القاطنين ورفع مستوى حياتهم، وكذلك الأمر بالنسبة للزوار والجيران.

## العملية
يرتكز التوثيق على العمل الفعلي، وليس على المخطط. لذا على المشاريع أن تعمل لما لا يقل عن 12 شهرًا متواصلًا قبل التقييم. تشمل أنواع المشاريع القابلة للتوثيق المباني الجديدة والموجودة والمباني السكنية المخصصة لعائلة واحدة أو عدة عائلات، والمباني الحكومية والمؤسساتية (في قطاعات التعليم والبحث والدين)، والمباني التجارية (المكاتب والمستشفيات ومتاجر المبيعات بالتجزئة) والمباني الطبية والمختبرات، لكنها لا تنحصر في تلك الأمثلة فحسب. هناك 3 طرق للتوثيق؛ إما توثيق عن طريق بناء المساكن، أو توثيق البتلة وتوثيق انعدام الطاقة. يحصل المشروع على إحدى هذه التوثيقات عند تحقيق شروط العمل.

### توثيق بناء المساكن
هو توثيق كامل تحصل عليه المشاريع التي حققت جميع القواعد والأولويات المطبقة. على المشاريع أن تحقق كل القواعد والمهام المطلوبة، وإثبات ذلك عن طريق العمل بها على مدى 12 شهرًا متواصلًا على الأقل.

### توثيق البتلة
يمنح هذا التوثيق للمشاريع التي أنجزت 3 بتلات على الأقل من أصل 7. ويجب أن تكون إحدى تلك البتلات المنجزة هي بتلة (مجال) الطاقة أو الماء أو المواد. بالإضافة إلى ذلك، وبصرف النظر عن البتلات المنجزة، يجب أن يحقق المشروع أولويات »حدود النمو» و«الإلهام والتعليم».

### توثيق انعدام الطاقة
يعرف معهد العيش المستقبلي المبنى ذي الطاقة المعدومة كالتالي: «يجب الحصول على 100% من طاقة المبنى اللازمة على أساس سنوي صاف عن طريق الطاقة المتجددة وضمن الموقع مباشرة. لا يسمح أبدًا بالاعتماد على الاحتراق في الحصول على الطاقة».
وللحصول على هذا التوثيق، على المشروع أن يحقق 4 على الأقل من الأولويات، وهي: حدود النمو، الطاقة الصافية إيجابيًا، الجمال والروح معًا، الإلهام والتعليم معًا. تتغير متطلبات تحقيق «الطاقة الصافية إيجابيًا» من إنتاج 105% من طاقة المبنى المستهلكة (عندها تدعى الطاقة الصافية إيجابيًا)، إلى 100% فقط، وعندها تسمى الطاقة المعدومة الصافية، وليست الصافية إيجابيًا.

## الانتقادات
وجهت بعض الانتقادات إلى هذا المشروع، من ضمنها حاجة فريق العمل إلى مزيد من الإرشاد، وشخصية بعض الأولويات والقواعد، ووحدة قياس الطاقة التي يجب أن تتحول إلى انبعاثات الكربون، وغياب الاعتبارات المناطقية. بالإضافة إلى ذلك، هناك انتقادات بخصوص عدد العقبات الهائل الذي يواجهه المشروع بسبب قوانين رمز البناء التي لم تتغير ولم تتكيف مع التغير المناخي، والتي سببت بدورها انخفاضًا في معدل المشاريع المسجلة.